# Ветрово (Багратионовский район)
Ветрово — посёлок в Багратионовском районе Калининградской области. Входит в состав Пограничного сельского поселения.

## География
До побережья Калининградского залива около 208 метров.

## История
До 1950 года посёлок назывался Шёлен .

## Население
| 2002 | 2010 |
| ---- | ---- |
| 1    | ↗14  |

В 1910 году в проживало 34 человека